# Holly Dunn
Pour les articles homonymes, voir Dunn.
Holly Suzette Dunn, née le 22 août 1957 à San Antonio (Texas) et morte le 14 novembre 2016 à Albuquerque (Nouveau-Mexique), est une chanteuse de musique country américaine.

## Biographie
Holly Dunn était mariée à Melissa L. "Missy" Taylor.